# ألعاب ممنوعة (فلم)
ألعاب ممنوعة (بالإنجليزية: Forbidden Games) هو فيلم دراما تم إنتاجه في فرنسا وصدر في سنة 1952.

## ترشيحات وجوائز
| السنة | الحدث  | الفئة           | النتيجة |
| ----- | ------ | --------------- | ------- |
|       | أوسكار | أفضل فيلم أجنبي | فوز     |

## وصلات خارجية
- مقالات تستعمل روابط فنية بلا صلة مع ويكي بيانات